# Granja lechera Valerosa
En la serie de libros de Daniel Handler Una serie de catastróficas desdichas de Lemony Snicket, la Granja lechera Valerosa (Valorous Farms Dairy) es el lugar donde nació Lemony Snicket. Comúnmente algunos la confundieron con una granja de ganado vacuno, de hecho es una granja ganadera donde varias de las cartas de Snicket (tituladas "Dear Dairy" (en español: Querida Granja Lechera) en un esfuerzo de encubrir la información de enemigos potenciales, los cuales lo confundirían con "Querido Diario") fueron enviadas. Se ha intentado provocar un incendio en dicha granja.
Las iniciales de su nombre afirma que tiene alguna relación con V.F.D., y algunas evidencias, como las cartas que Snicket envió ahí, las apuntan como, el lugar donde viven los aliados menos involuntarios.
Se menciona en Lemony Snicket: La Autobiografía No Autorizada que uno de los asociados del Conde Olaf se encontraba ahí disfrazado como vaca durante un período mientras averiguaba que había ocurrido con la colección de reptiles del Dr. Montgomery
Según en una carta de Brett Helquist dirigida a Lemony Snicket, en la cual adjuntó una fotografía en la que aparece una casa sospechosamente similar a la de la mansión Baudelaire en Un mal principio, Helquist dice en la carta que dicha casa fue incendiada, sin embargo este significado aún no queda bien claro.